# Sean Paul
Sean Paul Ryan Francis Henriques, kortweg Sean Paul (Kingston, 9 januari 1973) is een Jamaicaanse R&B en dancehall-artiest.

## Biografie
Hoewel afkomstig van Jamaica, ligt zijn oorsprong in meerdere landen. Zijn grootvader van vaders kant (wiens vrouw Sefardisch Joods is), komt uit Portugal, de vader van zijn moeder is Afrikaans en diens vrouw is Engels-Chinees.
In 2000 bracht Sean Paul zijn debuutalbum Stage One uit, dat echter geen succes werd. Twee jaar later scoorde hij zijn eerste hit met Gimme the Light. Zijn echte doorbraak volgde in 2003 met de hit Get Busy, waarmee hij in Nederland en in de Verenigde Staten de nummer 1-positie bereikte. Zijn tweede album Dutty Rock werd eveneens een succes.
Sean Paul heeft in zijn carrière met vele artiesten samengewerkt, waaronder Beyoncé, Santana, Simple Plan, Clean Bandit, Enrique Iglesias, Sia, Rihanna en David Guetta. Hij scoorde grote internationale hits met nummers als Baby Boy (2003), Temperature (2006), Bailando (2014), Cheap Thrills (2016), Rockabye (2016) en No Lie (2016).

## Discografie

### Albums
| Album met eventuele hitnotering(en) in de Nederlandse Album Top 100 | Datum van verschijnen | Datum van binnenkomst | Hoogste positie | Aantal weken | Opmerkingen |
| ------------------------------------------------------------------- | --------------------- | --------------------- | --------------- | ------------ | ----------- |
| Dutty Rock                                                          | 2002                  | 30-11-2002            | 7               | 57           |             |
| The Trinity                                                         | 23-09-2005            | 01-10-2005            | 13              | 57           |             |
| Imperial Blaze                                                      | 14-08-2009            | 29-08-2009            | 36              | 5            |             |
| Tomahawk Technique                                                  | 27-01-2012            | 04-02-2012            | 39              | 4            |             |
| Full Frequency                                                      | 18-02-2014            | -                     | -               | -            |             |

| Album met hitnotering(en) in de Vlaamse Ultratop 200 albums | Datum van verschijnen | Datum van binnenkomst | Hoogste positie | Aantal weken | Opmerkingen |
| ----------------------------------------------------------- | --------------------- | --------------------- | --------------- | ------------ | ----------- |
| Dutty Rock                                                  | 2002                  | 05-07-2003            | 10              | 33           |             |
| The Trinity                                                 | 2005                  | 01-10-2005            | 4               | 53           |             |
| Imperial Blaze                                              | 2009                  | 29-08-2009            | 31              | 8            |             |
| Tomahawk Technique                                          | 2012                  | 04-02-2012            | 51              | 4            |             |
| Full Frequency                                              | 2014                  | 01-03-2014            | 127             | 5            |             |

### Singles
| Single met eventuele hitnotering(en) in de Nederlandse Top 40 | Datum van verschijnen | Datum van binnenkomst | Hoogste positie | Aantal weken | Opmerkingen |
| ------------------------------------------------------------- | --------------------- | --------------------- | --------------- | ------------ | --- |
| Gimme the Light                                               | 2002                  | 12-10-2002            | 36              | 3            | Nr. 16 in de Mega Top 100,                                                                                               |
| Make It Clap                                                  | 2003                  | 22-02-2003            | 24              | 5            | met Busta Rhymes en Spliff Star / Nr. 15 in de Mega Top 50                                                               |
| Get Busy                                                      | 2003                  | 31-05-2003            | 1(1wk)          | 13           | Nr. 1 in de Single Top 100 en de Mega Top 50                                                                             |
| Breathe                                                       | 2003                  | 02-08-2003            | 4               | 11           | met Blu Cantrell / Nr. 4 in de Mega Top 50                                                                               |
| Like Glue                                                     | 2003                  | 06-09-2003            | 23              | 5            | Nr. 17 in de Mega Top 50                                                                                                 |
| Baby Boy                                                      | 2003                  | 04-10-2003            | 8               | 10           | met Beyoncé / Nr. 11 in de Mega Top 50 / Alarmschijf                                                                     |
| I'm Still in Love with You                                    | 2003                  | 25-10-2003            | tip2            | -            | met Sasha / Nr. 35 in de Mega Top 50                                                                                     |
| We Be Burnin'                                                 | 2005                  | 24-09-2005            | 8               | 12           | Nr. 6 in de Single Top 100, nr. 7 in de Mega Top 50                                                                      |
| Ever Blazin'                                                  | 2006                  | 28-01-2006            | 22              | 3            | Nr. 22 in de Single Top 100, nr. 37 in de Mega Top 50                                                                    |
| Temperature                                                   | 2006                  | 01-04-2006            | 6               | 12           | Nr. 3 in de Single Top 100, nr. 11 in de Mega Top 50                                                                     |
| Cry Baby Cry                                                  | 2006                  | 29-04-2006            | tip6            | -            | met Santana & Joss Stone / Nr. 63 in de Single Top 100                                                                   |
| (When You Gonna) Give It Up to Me                             | 2006                  | 16-09-2006            | tip4            | -            | met Keyshia Cole / soundtrack van Step Up / Nr. 50 in de Single Top 100                                                  |
| Come Over                                                     | 2008                  | 01-11-2008            | tip2            | -            | met Estelle |
| Do You Remember                                               | 2010                  | 03-04-2010            | tip3            | -            | met Jay Sean & Lil' Jon                                                                                                  |
| Tik Tok                                                       | 2010                  | 06-11-2010            | tip4            | -            | met Bob Sinclar / Nr. 50 in de Single Top 100                                                                            |
| Got 2 Luv U                                                   | 11-07-2011            | 03-09-2011            | 6               | 20           | met Alexis Jordan / Nr. 9 in de Single Top 100 / Alarmschijf                                                             |
| She Doesn't Mind                                              | 28-11-2011            | 17-12-2011            | 21              | 10           | Nr. 31 in de Single Top 100                                                                                              |
| Summer Paradise                                               | 28-02-2012            | 28-04-2012            | 7               | 15           | met Simple Plan / Nr. 22 in de Single Top 100, nr. 7 in de Mega Top 50 / Alarmschijf                                     |
| Wine It Up                                                    | 23-07-2012            | 11-08-2012            | tip2            | -            | met Lucenzo / Nr. 56 in de Single Top 100                                                                                |
| She Makes Me Go                                               | 2013                  | 25-05-2013            | tip20           | -            | met Arash |
| Come On to Me                                                 | 2014                  | 22-03-2014            | tip2            | -            | met Major Lazer / Nr. 60 in de Single Top 100                                                                            |
| Bailando                                                      | 2014                  | 02-08-2014            | 5               | 17           | met Enrique Iglesias, Gente de Zona & Descemer Bueno / Nr. 3 in de Single Top 100, nr. 4 in de Mega Top 50 / Alarmschijf |
| Cheap Thrills                                                 | 2016                  | 12-03-2016            | 3               | 29           | met Sia |
| Make My Love Go                                               | 2016                  | 19-03-2016            | 14              | 15           | met Jay Sean / Nr. 22 in de Single Top 100, nr. 20 in de Mega Top 50 / Alarmschijf                                       |
| Trumpets                                                      | 2016                  | 23-07-2016            | 12              | 15           | met Sak Noel / Nr. 22 in de Single Top 100, nr. 14 in de Mega Top 50                                                     |
| Rockabye                                                      | 2016                  | 19-11-2016            | 1(5wk)          | 22           | met Clean Bandit & Anne-Marie / Nr. 1 in de Single Top 100 en de Mega Top 50 / Alarmschijf                               |
| No Lie                                                        | 2016                  | 10-12-2016            | 10              | 19           | met Dua Lipa / Nr. 14 in de Single Top 100, nr. 27 in de Mega Top 50 / Alarmschijf                                       |
| Mad Love                                                      | 2018                  | 24-03-2018            | 10              | 16           | met David Guetta & Becky G / Nr. 23 in de Single Top 100                                                                 |
| Hey DJ                                                        | 2018                  | 17-11-2018            | tip11           | -            | met CNCO & Meghan Trainor                                                                                                |
| When It Comes to You                                          | 2019                  | 31-08-2019            | tip22           | -            | |
| Calling on Me                                                 | 2020                  | 08-02-2020            | tip22           | -            | met Tove Lo |
| Pues                                                          | 2021                  | 01-05-2021            | tip24           | 5            | met R3hab & Luis Fonsi                                                                                                   |
| Dancing on Dangerous                                          | 2021                  | 22-05-2021            | 27              | 5            | met Imanbek & Sofia Reyes                                                                                                |
| Dynamite                                                      | 2021                  | 23-10-2021            | tip13           | 5            | met Sia |
| Born to Love Ya                                               | 2024                  | 26-10-2024            | 21              | 12           | met Gabry Ponte & Natti Natasha                                                                                          |

| Single met hitnotering(en) in de Vlaamse Ultratop 50 | Datum van verschijnen | Datum van binnenkomst | Hoogste positie | Aantal weken | Opmerkingen                                           |
| ---------------------------------------------------- | --------------------- | --------------------- | --------------- | ------------ | ----------------------------------------------------- |
| Make It Clap                                         | 2003                  | 15-02-2003            | tip9            | -            | met Busta Rhymes en Spliff Star                       |
| Get Busy                                             | 2003                  | 07-06-2003            | 3               | 19           | Nr. 9 in de Radio 2 Top 30                            |
| Breathe                                              | 2003                  | 23-08-2003            | 22              | 9            | met Blu Cantrell                                      |
| Like Glue                                            | 2003                  | 27-09-2003            | 21              | 9            |                                                       |
| Baby Boy                                             | 2003                  | 11-10-2003            | 11              | 16           | met Beyoncé                                           |
| I'm Still in Love with You                           | 2003                  | 29-11-2003            | 42              | 9            | met Sasha                                             |
| We Be Burnin'                                        | 2005                  | 24-09-2005            | 9               | 16           | Nr. 9 in de Radio 2 Top 30                            |
| Ever Blazin'                                         | 2006                  | 28-01-2006            | 30              | 5            |                                                       |
| Temperature                                          | 2006                  | 01-04-2006            | 8               | 22           |                                                       |
| Never Gonna Be the Same                              | 2006                  | 29-07-2006            | tip2            | -            |                                                       |
| (When You Gonna) Give It Up to Me                    | 2006                  | 18-11-2006            | 22              | 12           | met Keyshia Cole / soundtrack van Step Up             |
| Break It Off                                         | 2007                  | 24-03-2007            | tip10           | -            | met Rihanna                                           |
| So Fine                                              | 2009                  | 20-06-2009            | tip19           | -            |                                                       |
| Press It Up                                          | 2009                  | 24-10-2009            | tip18           | -            |                                                       |
| Do You Remember                                      | 2010                  | 27-03-2010            | 22              | 7            | met Jay Sean & Lil' Jon                               |
| Tik Tok                                              | 2010                  | 27-11-2010            | 18              | 10           | met Bob Sinclar                                       |
| Got 2 Luv U                                          | 2011                  | 27-08-2011            | 13              | 19           | met Alexis Jordan                                     |
| Shake Senora                                         | 2011                  | 19-11-2011            | tip48           | -            | met Pitbull, T-Pain & Ludacris                        |
| She Doesn't Mind                                     | 2011                  | 17-12-2011            | 5               | 14           |                                                       |
| Summer Paradise                                      | 2012                  | 26-05-2012            | 24              | 13           | met Simple Plan                                       |
| Touch the Sky                                        | 28-05-2012            | 09-06-2012            | tip25           | -            | met DJ Ammo                                           |
| Wine Ut Up                                           | 2012                  | 25-08-2012            | tip43           | -            | met Lucenzo                                           |
| Bless Di Nation                                      | 2012                  | 15-12-2012            | tip75           | -            | met Congorock & Stereo Massive                        |
| She Makes Me Go                                      | 2013                  | 16-03-2013            | tip3            | -            | met Arash                                             |
| What About Us                                        | 2013                  | 20-04-2013            | tip55           | -            | met The Saturdays                                     |
| Other Side of Love                                   | 2013                  | 20-07-2013            | tip33           | -            |                                                       |
| Turn It Up                                           | 2013                  | 16-11-2013            | tip89           | -            |                                                       |
| Come On to Me                                        | 2014                  | 17-05-2014            | tip10           | -            | met Major Lazer                                       |
| Bailando                                             | 2014                  | 02-08-2014            | 6               | 17           | met Enrique Iglesias, Descember Bueno & Gente de Zona |
| Cheap Thrills                                        | 2016                  | 12-03-2016            | 3               | 27           | met Sia                                               |
| Make My Love Go                                      | 2016                  | 19-03-2016            | tip16           | -            | met Jay Sean                                          |
| Hair                                                 | 2016                  | 30-04-2016            | tip14           | -            | met Little Mix                                        |
| Outta Control                                        | 2016                  | 04-06-2016            | tip             | -            | met Yolanda Be Cool & Mayra Verónica                  |
| Trumpets                                             | 2016                  | 30-07-2016            | 40              | 7            | met Sak Noel                                          |
| Rockabye                                             | 2016                  | 19-11-2016            | 2               | 23           | met Clean Bandit & Anne-Marie                         |
| No Lie                                               | 2016                  | 18-03-2017            | 44              | 3            | met Dua Lipa                                          |
| Body                                                 | 2017                  | 17-06-2017            | tip             | -            | met Migos                                             |
| Mad Love                                             | 2018                  | 24-02-2018            | tip27           | -            | met David Guetta & Becky G                            |
| Tip Pon It                                           | 2018                  | 28-04-2018            | tip             | -            | met Major Lazer                                       |
| Shot & Wine                                          | 2019                  | 02-02-2019            | tip             | -            | met Stefflon Don                                      |
| Boasty                                               | 2019                  | 09-02-2019            | tip32           | -            | met Stefflon Don, Wiley & Idris Elba                  |
| Dancing on Dangerous                                 | 2021                  | 18-09-2021            | 48              | 1            | met Imanbek & Sofía Reyes                             |
| Dynamite                                             | 2021                  | 13-11-2021            | 50              | 1            | met Sia                                               |
| Born to Love Ya                                      | 2024                  | 26-10-2024            | 15              | 27           | met Gabry Ponte & Natti Natasha                       |

- Bibliothèque nationale de France: cb14214396x (data)
- Gemeinsame Normdatei: 13522201X
- International Standard Name Identifier: 0000 0000 7841 3658
- Library of Congress Control Number: no2003051516
- MusicBrainz: c3da3346-2643-48a7-93cd-011f6834b3d7
- Nationale Bibliotheek van Tsjechië: xx0017553
- Nationale Bibliotheek van Israël: 987007419970405171
- Nationale Bibliotheek van Polen: a0000002360213
- Nederlandse Thesaurus van Auteursnamen: 267965036
- Système universitaire de documentation: 084335017
- Virtual International Authority File: 95048487
- WorldCat: E39PBJbWwwRDRVw4jXb8YcPxXd